# Convention de Bamako
- États parties
- États signataires n'ayant pas ratifié

La Convention de Bamako, entrée en vigueur le 22 avril 1998, adoptée sous l'égide de
l'Organisation de l'unité africaine interdit l'importation en Afrique de déchets dangereux et radioactifs en provenance de Parties non contractantes, elle soumet les mouvements au sein du continent africain à un système proche des procédures de la convention de Bâle.
La Convention de Bamako utilise une formulation plus stricte sur l'interdiction de l'importation de déchets dangereux, et ne fait pas d'exception contrairement aux possibilités laissées par la Convention de Bâle (tels que le cas des matériaux radioactifs).
La 1re conférence des États parties de la Convention s'est tenue à Bamako du 24 au 26 juin 2013 à Bamako, au Mali. Au cours de cette conférence, les Parties sont convenues que le Programme des Nations unies pour l'environnement exercerait les fonctions de Secrétaire de la Convention. Elles ont également encouragées ce secrétariat à renforcer ses liens avec les secrétariats des Conventions de Bâle, Rotterdam et de Stockholm
During the conference, parties agreed that the United Nations Environmental Programme would carry out the Bamako Convention Secretariat functions. Parties also resolved to encourage the Secretariat of the Bamako Convention to strengthen its ties with the Secretariat of the Basel, Rotterdam and Stockholm Conventions.